# Reckoning Night
Reckoning Night is het vierde album van de Finse powermetalband Sonata Arctica.

## Nummers
1. Misplaced – 4:42
2. Blinded No More – 5:33
3. Ain't Your Fairytale – 5:26
4. Reckoning Day, Reckoning Night... (instrumentaal) – 3:21
5. Don't Say a Word – 5:49
6. The Boy Who Wanted to Be a Real Puppet – 4:44
7. My Selene – 5:28
8. Wildfire – 4:36
9. White Pearl, Black Oceans... – 8:47
10. Shamandalie – 4:04
11. Wrecking the Sphere – 7:02 (bonus track op de Japanse en Koreaanse edities)
12. Jam – 2:51 (verborgen nummer)

(Alle muziek en nummers op dit album geschreven door Tony Kakko, behalve "My Selene" die is geschreven door Jani Liimatainen)